# Babajevo
Babajevo (rusky Баба́ево) je město ve Vologdské oblasti v Ruské federaci. Při sčítání lidu v roce 2010 mělo přes dvanáct tisíc obyvatel.

## Poloha
Babajevo leží na Kolpu, pravém přítoku Sudy v povodí Volhy. Od Vologdy, správního střediska oblasti, je vzdáleno přibližně 250 kilometrů západně. Nejbližší sousední město je Usťužna necelých sedmdesát kilometrů jihovýchodně.

## Geografie

### Podnebí
| Babajevo – podnebí                          | Babajevo – podnebí | Babajevo – podnebí | Babajevo – podnebí | Babajevo – podnebí | Babajevo – podnebí | Babajevo – podnebí | Babajevo – podnebí | Babajevo – podnebí | Babajevo – podnebí | Babajevo – podnebí | Babajevo – podnebí | Babajevo – podnebí | Babajevo – podnebí |
| Období                                      | leden              | únor               | březen             | duben              | květen             | červen             | červenec           | srpen              | září               | říjen              | listopad           | prosinec           | rok                |
| ------------------------------------------- | ------------------ | ------------------ | ------------------ | ------------------ | ------------------ | ------------------ | ------------------ | ------------------ | ------------------ | ------------------ | ------------------ | ------------------ | ------------------ |
| Nejvyšší teplota [°C]                       | 6,2                | 9,2                | 16,4               | 25,7               | 32,6               | 33,3               | 36,0               | 36,5               | 29,0               | 21,2               | 12,3               | 9,2                | 36,5               |
| Průměrné denní maximum [°C]                 | −6,3               | −5,1               | 1,1                | 9,1                | 17,0               | 21,1               | 23,5               | 20,8               | 14,4               | 7,0                | −0,5               | −4,3               | 8,2                |
| Průměrná teplota [°C]                       | −9,5               | −8,8               | −3,5               | 4,0                | 10,9               | 15,2               | 17,8               | 15,3               | 10,1               | 4,1                | −2,8               | −7,1               | 3,8                |
| Průměrné denní minimum [°C]                 | −12,8              | −12,5              | −8,0               | −1,2               | 4,7                | 9,3                | 12,0               | 9,9                | 5,7                | 1,2                | −5,0               | −9,9               | −0,5               |
| Nejnižší teplota [°C]                       | −47,6              | −40,2              | −33,1              | −21,8              | −6,3               | −2,4               | 1,9                | −1,6               | −9,8               | −19,1              | −32,5              | −37,3              | −47,6              |
| Průměrné srážky [mm]                        | 41,3               | 31,2               | 33,1               | 31,7               | 51,3               | 73,3               | 79,0               | 82,3               | 59,3               | 60,0               | 53,0               | 50,1               | 645,6              |
| Zdroj: https://meteolabs.ru/климат/бабаево/ |                    |                    |                    |                    |                    |                    |                    |                    |                    |                    |                    |                    |                    |

## Dějiny
První zmínka o Babajevu je z roku 1461.
V letech 1902–1906 byla uvedena do provozu železniční trať z Petrohradu do Vjatky vedoucí přes Babajevo.
Městem je Babajevo od roku 1925.

### Rodáci
- Maxim Sergejevič Cvetkov (* 1992), biatlonista